# 眼點海豬魚
眼點海豬魚，為輻鰭魚綱鱸形目隆頭魚亞目隆頭魚科的其中一種，分布於西印度洋的波斯灣、阿曼灣海域，棲息深度3-25公尺，體長可達12.8公分，棲息在沿海珊瑚礁、潟湖海域，生活習性不明。